# Leis de Guilherme, o Conquistador
Guilherme, o Conquistador, o primeiro rei normando da Inglaterra que reinou de 1066 até sua morte em 1087, criou 10 leis para o povo inglês cumprir após tomar o poder do reino na Batalha de Hastings .

## Leis
- A primeira lei afirmava que "Primeiro, que acima de todas as coisas ele deseja que um Deus seja reverenciado através de todo o seu reino, que uma fé em Cristo seja mantida sempre inviolada e que a paz e a segurança sejam preservadas entre ingleses e normandos."[3]
- A segunda lei estabelecia que todo homem livre deveria fazer um juramento que seria leal ao rei Guilherme e protegeria suas terras.[3]
- A terceira lei estabelecia que os normandos que o rei trouxe consigo deveriam ter paz e que se algum deles fosse assassinado o senhor o prenderia.[3]
- A quarta lei estabelecia que cada francês deveria pagar o que chamam de Scot and lot .[3]
- A quinta lei estabelecia que só se poderia vender gado numa cidade com três testemunhas credíveis.[3]
- A sexta lei estabelecia que se um normando acusasse um inglês de um crime, então o inglês poderia defender-se da maneira que preferir: com ferro quente ou com uma batalha.[3]
- A sétima lei estabelecia que as pessoas deveriam seguir as leis do Rei Eduardo, o Confessor, no que diz respeito a terras e posses.[3]
- A oitava lei afirmava que “Todo homem que deseja ser considerado um homem livre deverá prestar penhor para que seu fiador o segure e o entregue à justiça se ele o lesar de alguma forma”.  [3]
- A nona lei estabelecia que a venda de um homem a qualquer pessoa fora do país implicaria uma multa pagável integralmente ao rei Guilherme. [ esclarecimento necessário ] [3]
- A décima lei estabelecia que ninguém seria enforcado ou morto por qualquer crime. Em vez disso, deveriam ser cegados e castrados. Se violassem a punição,  então eles deveriam pagar uma multa ao rei Guilherme.[3]